# I perfetti innamorati
I perfetti innamorati (America's Sweethearts) è un film del 2001 diretto da Joe Roth.

## Trama
Lee Phillips è un pubblicitario di film con il compito di promuovere Time Over Time, un film in uscita con le star del cinema Gwen Harrison e Eddie Thomas. Il suo lavoro è complicato dall'eccentrico regista del film Hal Weidmann, che farà l'anteprima del film solo alla conferenza stampa ma, peggio ancora, Gwen ed Eddie, una volta "I fidanzatini d'America" e coppia nella vita e sul set, stanno attraversando una brutta separazione. I due si sono lasciati quando Gwen ha instaurato una relazione con Hector Gorgonzolas, un aitante e arrogante spagnolo incontrato sul set, e questo ha portato Eddie a un crollo emotivo. Lee decide che la cosa migliore per promuovere il film sia riunire la coppia.
Lee chiede aiuto alla sorella e assistente personale di Gwen, Kiki, e persuadono Gwen che la sua carriera è offuscata e la sua immagine pubblica ne trarrà beneficio se andrà all'anteprima, dove sarà anche in grado di consegnare a Eddie i documenti per il divorzio. Allo stesso modo Lee corrompe la guida spirituale di Eddie per convincerlo che anche lui deve partecipare.
All'anteprima, mentre Eddie e Gwen continuano a litigare, Lee pianifica storie per convincere la stampa che la coppia si stia riconciliando. Gwen incoraggia Kiki a fare da intermediaria con Eddie. Mentre trascorrono del tempo insieme, Eddie si innamora di Kiki, la quale è sempre stata innamorata di lui. I due passano una notte insieme, ma la mattina seguente, Kiki lo lascia poiché è fermamente convinta che lui sia ancora innamorato di Gwen.
Provando rimorso per il suo ruolo in tutta la vicenda, Lee incoraggia Eddie a dire a Kiki che vuole porre fine al suo matrimonio con Gwen. Intanto Weidmann arriva in elicottero con il film finito.
La proiezione ha inizio e la stampa, il cast e la troupe scoprono che Weidmann ha abbandonato la sceneggiatura e ha invece realizzato un reality movie. Il filmato, girato principalmente con telecamere nascoste e all'insaputa degli attori, mostra Gwen come egocentrica, connivente e manipolatrice, mentre Eddie è un uomo che diventa paranoico mentre sospetta che sua moglie abbia una relazione. Gwen è interpretata come l'antagonista principale con Hector come suo lacchè. Kiki è presentata come un'assistente in sovrappeso e innamorata di Eddie. Il cast e la troupe - in particolare Gwen e il produttore, Dave Kingman - sono offesi e affrontano Weidmann. Weidmann annuncia che lo ha fatto per rovinare la carriera di Gwen dopo un incidente che gli ha causato sul set quando ha parlato negativamente del suo lavoro precedente. Gwen annuncia che farà causa a Weidmann per averla messa in imbarazzo e aver invaso la sua privacy. Solo Eddie è contento del film di Weidmann e acconsente a lavorare di nuovo insieme.
In seguito a tale evento, la carriera di Gwen sembra rovinata ma lei cerca di salvare la situazione, dicendo a tutti che lei e Eddie hanno deciso di riconciliarsi. Eddie sostiene invece il contrario e rivela di essere innamorato di Kiki, che ricambia i suoi sentimenti. Dopo lo scandalo, Gwen confessa alla stampa che da tempo prende delle pillole che le fanno dire delle bugie: perciò ammette che lei e Eddie non hanno mai deciso di tornare insieme e rimarrà con Hector, mentre Kiki e Eddie vanno via dall'albergo per passare del meritato tempo insieme come coppia e Lee finalmente un meritato riposo dopo tutto il lavoro svolto. 

## Produzione
Il film fu prodotto dalla Revolution Studios, Face Productions, Roth-Arnold Productions e Shoelace Productions.

## Distribuzione
Distribuito dalla Columbia Pictures, il film venne presentato in prima il 17 luglio 2001. Uscì nelle sale cinematografiche USA il 20 luglio. La Sony Pictures Entertainment (SPE) detiene i diritti di distribuzione internazionale.

## Riconoscimenti
- 2002 - ASCAP Award
  - Top Box Office Films (James Newton Howard)